# Tivolibrug
De Tivolibrug is een liggerbrug in de stad Leuven over spoorlijn 36 (Brussel - Luik) en spoorlijn 139 (Leuven - Ottignies). De brug is eigendom van Infrabel en maakt deel uit van de N3.
De brug bestaat uit twee overspanningen in gewapend beton.